# Малинська територіальна громада
Малинська міська територіальна громада — територіальна громада в Україні, у новоствореному Коростенському районі Житомирської області, з адміністративним центром в місті Малин.

## Загальна інформація
Площа громади — 1 125 км², населення — 37 863 особи, з них: міське — 27 234 осіб, сільське — 10 629 осіб (2020 р.).

## Населені пункти
До складу громади увійшли м. Малин, селище міського типу Гранітне та села Баранівка, Березине, Білий Берег, Будо-Вороб'ї, Буки, Бучки, Вишів, Вишнянка, Вороб'ївщина, Ворсівка, Візня, В'юнище, Гамарня, Горинь, Гуска, Гута-Логанівська, Діброва, Дружне, Єлівка, Жабоч, Забране, Зелений Гай, Зибин, Іванівка, Клітня, Королівка, Косня, Ксаверів, Лісна Колона, Луки, Лумля, Любовичі, Малинівка, Мар'ятин, Морозівка, Недашки, Нова Гута, Нова Діброва, Нова Рутвянка, Нове Життя, Нові Вороб'ї, Новоселиця, Нянівка, Ободівка, Пиріжки, Привітне, П'ятидуб, Різня, Рубанка, Рудня-Вороб'ївська, Рудня-Городищенська, Рудня-Калинівка, Рутвянка, Савлуки, Свиридівка, Сичівка, Слобідка, Соснівка, Стара Гута, Старі Вороб'ї, Стасева, Студень, Тарасівка, Тем'янець, Тростяниця, Трудолюбівка, Українка, Устинівка, Федорівка, Фортунатівка, Щербатівка, Юрівка, Яблунівка, Ялцівка, Ярочище.

## Старостинські округи
- Вишівський (села Вишів, Мар'ятин, Трудолюбівка, Косня, Морозівка, Вороб'ївщина, Нова Гута, Нова Рутвянка, П'ятидуб, Рутвянка, Свиридівка, Стара Гута)
- Ворсівський (села Ворсівка, Візня, Зибин, Королівка, Рудня-Городищенська)
- Горинський (села Горинь, Березине, В'юнище, Гута-Логанівська, Єлівка, Ободівка, Соснівка, Нянівка)
- Гранітненський (селище Гранітне, село Федорівка)
- Дібрівський (села с. Діброва, Гуска, Лісна Колона, Нова Діброва, Ярочище)
- Луківський (села Луки, Буки, Бучки, Забране, Сичівка)
- Любовицький (села Любовичі, Білий Берег, Новоселиця, Стасева, Ялцівка)
- Малинівський (села Малинівка, Лумля, Різня, Юрівка)
- Недашківський (села Недашки, Вишнянка, Зелений Гай, Ксаверів, Рудня-Калинівка, Савлуки)
- Нововороб'ївський (села Нові Вороб'ї, Дружне, Будо-Вороб'ї, Клітня, Нове Життя, Рудня-Вороб'ївська, Яблунівка, Старі Вороб'ї, Студень, Тем'янець)
- Пиріжківський (села Пиріжки, Баранівка)
- Слобідський (села Слобідка, Гамарня, Щербатівка)
- Українківський (село Українка)
- Устинівський (села Устинівка, Іванівка, Жабоч, Рубанка, Тарасівка, Тростяниця, Фортунатівка)[1].

## Історія
Утворена відповідно до розпорядження Кабінету Міністрів України № 711-р від 12 червня 2020 року «Про визначення адміністративних центрів та затвердження територій територіальних громад Житомирської області» шляхом об'єднання Малинської міської, Гранітненської селищної та Будо-Вороб'ївської, Вишівської, Ворсівської, Горинської, Дібрівської, Іванівської, Ксаверівської, Луківської, Любовицької, Малинівської, Морозівської, Недашківської, Нововороб'ївської, Пиріжківської, Слобідської, Старовороб'ївської, Українківської, Устинівської, Федорівської сільських рад ліквідованого Малинського району Житомирської області.